# Irving Wightman Colburn
Irving Wightman Colburn (* 16. Mai 1861; † 4. September 1917) war ein US-amerikanischer Erfinder und Fabrikant, dessen Prozess zur Herstellung von ununterbrochenen flachen Glasscheiben die Massenproduktion für Fensterscheiben ermöglichte.
Colburn begann mit seinen Experimenten im Jahre 1899, die in einem Patent für eine Maschine zur Herstellung von flachem Glas am 25. März 1902 gipfelten. Er gründete die Colburn Machine Glass Co. im August 1906 und installierte zwei Maschinen im Jahre 1908, ging aber 1911 bankrott, bevor die Technologie ausgereift war. Die Toledo Glass Company kaufte die Patente Colburns im Jahre 1912 und stellte Colburn dann auch kurz danach ein. Er verbesserte nun den Prozess bei der Toledo Glass, und sein erstes erfolgreiches Ergebnis entstand am 25. November 1913. Die Firma wurde dann im Jahre 1916 zur Libbey-Owens Sheet Glass Company.